# Wikihood
Wikihood was een informatieve applicatie (app) voor smartphones, gebaseerd op geotagging. De applicatie was beschikbaar voor toestellen met iOS. Er was eerder ook een Android-versie, maar die kon op een gegeven moment niet langer in Google Play gedownload worden. Door middel van geolocatie konden gebruikers zien welke artikelen er op Wikipedia geschreven waren over plaatsen, personen en gebeurtenissen uit hun buurt. Als de verblijfplaats van de gebruiker niet gelokaliseerd werd, kon de gebruiker zelf aangeven rond welke plaats hij Wikipedia-artikelen wilde vinden. Wikihood bestond tussen 2010 en 2014, en was oorspronkelijk alleen beschikbaar in een iOS-versie.
De app was gratis. De app Wikihood Plus, met iets meer mogelijkheden, was een betaalde versie.